# با تو باحاله
«با تو باحاله» (انگلیسی: Cool with You) ترانه‌ای از نیوجینز، گروه دخترانه اهل کره جنوبی از دومین آلبوم چندآهنگه (ئی‌پی) گروه به نام بلند شو است. این ترانه در ۲۱ ژوئیه ۲۰۲۳ توسط ادور منتشر شد. دنیل یکی از اعضای گروه در ترانه‌سرایی آن تقش داشته است.

## جدول‌های موسیقی
| جدول (۲۰۲۳)                                        | بالاترین جایگاه |
| -------------------------------------------------- | --------------- |
| استرالیا (ای‌آرآی‌ای)                                | ۴۰              |
| کانادا (۱۰۰ تک‌آهنگ داغ کانادا)                     | ۵۷              |
| ۲۰۰ آهنگ جهانی (بیلبورد)                           | ۲۲              |
| هنگ کنگ (بیلبورد)                                  | ۴               |
| Japan (ژاپن هات ۱۰۰)                               | ۴۳              |
| تک‌آهنگ‌های ترکیبی ژاپن (اوریکون)                    | ۳۸              |
| مالزی (بیلبورد)                                    | ۸               |
| تک‌آهنگ‌های داغ نیوزیلند (آرام‌ان‌زد)                  | ۸               |
| سنگاپور (آرآی‌ای‌اس)                                 | ۴               |
| کره جنوبی (گائون)                                  | ۱۴              |
| تایوان (بیلبورد)                                   | ۶               |
| مستقل بریتانیا (اوسی‌سی)                            | ۴۸              |
| بیلبورد هات ۱۰۰ ایالات متحده                       | ۹۳              |
| فروش جهانی ترانه‌های دیجیتال ایالات متحده (بیلبورد) | ۷               |
| ویتنام (ویتنام هات ۱۰۰)                            | ۷               |

| جدول (۲۰۲۳)       | جایگاه |
| ----------------- | ------ |
| کره جنوبی (گائون) | ۱۶     |

| جدول (۲۰۲۳)       | جایگاه |
| ----------------- | ------ |
| کره جنوبی (گائون) | ۱۳۵    |